# François Bayrou
François Bayrou (uttalas /fʀãswa bajʀu/ med IPA-notation), född 25 maj 1951 i Bordères, Pyrénées-Atlantiques, är en fransk politiker som är Frankrikes premiärminister sedan december 2024. Han är ledare för mittenpartiet Demokratiska rörelsen (MoDem) sedan 2004 och borgmästare i Pau sedan 2014.
Bayrou kandiderade till presidentposten i de franska presidentval 2002, 2007 och 2012. Tidigare har han varit ledamot i nationalförsamlingen, utbildningsminister och justitieminister.

## Bakgrund och privatliv
François Bayrous föräldrar var lantbrukare. Efter sin fars död 1974 hjälpte han sin mor med att sköta gården samtidigt som han arbetade som gymnasielärare i franska. 1994 släppte han en biografi av den franska kungen Henri IV som såldes i 300 000 exemplar. Han är gift och har sex barn.

## Politisk karriär
Bayrou började med politik 1979 som sakkunnig hos jordbruksminister Pierre Méhaignerie. Han invaldes i nationalförsamlingen för första gången 1986.
Bayrou var Frankrikes utbildningsminister 1993–1997 i de konservativa premiärministrarna Édouard Balladurs och Alain Juppés respektive regeringar. År 1998 valdes han till partiledare för Unionen för fransk demokrati (UDF).
Han kandiderade till presidentposten tre gånger (2002, 2007 och 2012) med ambition att främja en "tredje väg" mellan de borgerliga och socialistiska kandidaterna. Hans presidentvalskampanj 2002 kommer man mest ihåg för den örfil han gav en 10-årig ficktjuv under ett besök i Strasbourg. Han slutade på fjärde plats med 6,84 % av rösterna.
Mest framgångsrik blev han 2007, då han fick 18,57 % av rösterna. Han kom på tredje plats efter Nicolas Sarkozy (UMP) och Ségolène Royal (PS), men före Jean-Marie Le Pen (FN). Kort efteråt grundade Bayrou partiet Demokratiska rörelsen (MoDem) som han också blev ledare för. Men MoDems resultat vid europaparlamentsvalet 2009 och regionvalet 2010 blev nedslående, och i presidentvalet 2012 fick Bayrou endast 9,13 % av rösterna.
Han valdes till borgmästare i Pau i mars 2014. År 2017 ställde han inte upp i presidentvalet. I stället stödde han mittenkandidaten Emmanuel Macron. Efter Macrons seger i maj 2017 tillträdde Bayrou som justitieminister i Édouard Philippes regering. Han avgick som justitieminister redan i juni 2017 på grund av en skandal.